# معنا (فلسفه)
در فلسفه — به‌طور خاص، در زیرشاخه‌های معناشناسی، نشانه‌شناسی، فلسفه زبان، متافیزیک، و فرامعناشناسی — معنا «رابطه ای است بین دو نوع چیز: نشانه‌ها و انواع چیزهایی که آنها قصد، بیان یا دلالت دارند».
انواع معنا با توجه به انواع چیزی که بازنمایی می‌شود متفاوت است. وجود دارد:
- چیزهایی در جهان وجود دارد که ممکن است معنی داشته باشند؛
- چیزهایی در جهان هستند که همین‌طور نشانه‌هایی از چیزهای دیگر در جهان‌اند؛ بنابراین، همواره معنادارند (یعنی، نشانه‌های طبیعی جهان فیزیکی و ایده‌های درون ذهن)؛
- چیزهایی هستند که الزاماً همیشه معنی دارند؛ مانند واژگان و دیگر نمادهای غیرکلامی.

مواضع اصلی معنا در معاصر تحت تعاریف جزئی زیر قرار می‌گیرند:
- نظریه‌های روان‌شناختی، شامل مفاهیم اندیشه، قصد یا فهم.
- نظریه‌های منطقی، شامل مفاهیمی مانند قصد، محتوای شناختی، یا حس، همراه با مصادیق، ارجاع، یا دلالت.
- پیام، محتوا، اطلاعات یا ارتباطات؛
- شرایط درست؛
- استفاده و دستورالعمل استفاده؛
- اندازه‌گیری، محاسبات یا عملیات.

## برای مطالعهٔ بیشتر
- Akmajian, Adrian et al (1995), Linguistics: an introduction to language and communication (fourth edition), Cambridge: MIT Press.
- Allan, Keith (1986), Linguistic Meaning, Volume One, New York: Routledge & Kegan Paul.
- Arena, Leonardo Vittorio (2012), Nonsense as the Meaning (ebook).
- Austin, J. L. (1962), How to Do Things With Words, Cambridge: Harvard University Press.
- Berger, Peter and Thomas Luckmann (1967), The Social Construction of Reality: A Treatise in the Sociology of Knowledge (first edition: 240 pages), Anchor Books.
- Davidson, Donald (2001), Inquiries into Truth and Interpretation (second edition), Oxford: Oxford University Press.
- Dummett, Michael (1981), Frege: Philosophy of Language (second edition), Cambridge: Harvard University Press.
- Frege, Gottlob (ed. Michael Beaney, 1997), The Frege Reader, Oxford: Blackwell.
- Gauker, Christopher (2003), Words without Meaning, MIT Press.
- Goffman, Erving (1959), Presentation of Self in Everyday Life, Anchor Books.
- Grice, Paul (1989), Studies in the Way of Words, Cambridge: Harvard University Press.
- Searle, John and Daniel Vanderveken (1985), Foundations of Illocutionary Logic, Cambridge: Cambridge University Press.
- Searle, John (1969), Speech Acts, Cambridge: Cambridge University Press.
- Searle, John (1979), Expression and Meaning, Cambridge: Cambridge University Press.
- Stonier, Tom (1997), Information and Meaning: An Evolutionary Perspective, London: Springer. ("XIII, 255 p. 23,5 cm.")